# Evan Dunsky
Evan Dunsky (nacido en Chicago, en 1957) es un guionista, productor y director estadounidense de televisión.
Evan Dunsky escribió y dirigió la película de 1997 El alarmista basada en La vida en tiempos de guerra de Keith Reddin. Desde 2006 fue guionista y productor de la serie CSI: Crime Scene Investigation, y se le deben episodios tan impactantes y de tanto calado social como Mil días sobre la tierra (temporada VIII, ep. 13). Dunsky cocreó y escribió el episodio piloto original de la serie de Showtime Nurse Jackie con Linda Wallem y Liz Brixius en 2008. Protagonizada por Edie Falco, de Los Soprano, drama de media hora sobre una "defectuosa" enfermera de Emergencias en un hospital de Nueva York que se estrenó en Showtime en junio de 2009 y actualmente está en su cuarta temporada. Falco ganó el Emmy por su papel en la serie, y Dunsky fue galardonado con el Premio Humanitas 2010.